# Alkenone

Strukturformel von Butenon

Die Alkenone leiten sich namentlich und strukturell direkt von den Alkenen und den Ketonen ab, d. h. die Verbindungen enthalten eine Ketogruppe und eine C=C-Doppelbindung sowie geradlinige oder verzweigte Alkylgruppen. Sie enthalten keine anderen Heteroatome oder weitere Mehrfachbindungen. Sie sind damit eine Untergruppe der Enone.
Die C=C-Doppelbindung kann direkt an der Ketogruppe sitzen, dann spricht man von α,β-ungesättigten Ketonen. Sie können aber auch isoliert davon stehen.

## Typische Vertreter
- Das Butenon (Methylvinylketon) ist der einfachste Vertreter.
- 1-Penten-3-on, 3-Penten-2-on